# هشيش شبه خمري
هشيش شبه خمري (الاسم العلمي: Psathyrella subvinacea) هو نوع من الفطريات يتبع جنس الهشيش من الفصيلة الهشيشية [إخفاق التحقق].